# Alwin Nikolais
Alwin Nikolais (Southington, 25 novembre 1910 – New York, 8 maggio 1993) è stato un coreografo, direttore d'orchestra, compositore e regista statunitense.

## Biografia
Appartiene alla "seconda generazione" della Modern Dance americana, della quale è una figura fondamentale. Creatore del teatro astratto multimediale e del metodo pedagogico Nikolais/Louis, che ha per fondamento il principio della motion. Con questo termine Nikolais indica la qualità che assume il movimento in base all'utilizzo delle categorie astratte universali tempo, spazio e energia. La motion pertanto si differenzia dal movement (gesto di uso quotidiano) perché è frutto di precise scelte spaziali, temporali e formali e per questo motivo è il fondamento della danza, che Nikolais definisce appunto a visual art of motion (arte visuale della motion).
Da piccolo studia pianoforte e organo. Il suo primo lavoro consiste nell'accompagnare i film muti al Wesport Movie House di Hartford e le lezioni di danza presso alcune scuole. A ventitré anni inizia lo studio della danza con Truda Kaschmann, un'allieva della danzatrice tedesca Mary Wigman.
Per due anni dirige il teatro delle marionette di Hartford (Hartford Parks Marionette Theatre) e nel 1937 forma una propria compagnia di danza nella stessa città.
Per tre estati di seguito (1937, 1938, 1939) segue i corsi della Bennington School of the Dance e studia con le maggiori artiste della Danza moderna americana Martha Graham, Doris Humphrey, Hanya Holm. 
Dirige poi il dipartimento di danza dell'Hartford University fino al 1942.
Durante la seconda guerra mondiale presta servizio in Europa presso l'Arm Criminal Investigation Department.
Tornato negli Stati Uniti, va a studiare danza a New York con Hanya Holm, della quale diventerà l'assistente. Presso la scuola della Holm conosce Murray Louis, che diventerà il suo partner d'elezione.
Nel 1948 organizza il Dipartimento di Danza dell'Henry Street Playhouse, un piccolo teatro dell'East Side di New York che Nikolais, divenutone co-direttore, rinnova completamente e trasforma in uno dei maggiori centri di danza della città.
Dopo pochi anni fonda la compagnia di danza annessa al teatro: la Playhouse Dance Company.
Nei primi anni '50 Nikolais crea numerose coreografie per bambini (The Lobster Quadrille, Sokar and Crocodile, Indian Sun) e inizia a lavorare alla forma teatrale per la quale acquisterà notorietà in tutto il mondo: il teatro astratto multimediale, creando il celebre Masks, Props and Mobiles. 
Nel 1956 crea Kaleidoscope, rappresentato all'American Dance Festival del Connecticut College con grande successo. Le musiche dei suoi lavori sono composte da lui medesimo.
Verso la fine degli anni Cinquanta la sua compagnia prende il nome di Alwin Nikolais Dance Company e Nikolais inizia a lavorare per la televisione creando numerose opere per la NBC-TV a New York e in seguito anche per CBS, PBS, CBC, BBC e per la televisione svedese, francese e tedesca.
Durante i primi anni sessanta compie esperimenti di composizione musicale con un sintetizzatore elettronico costruito da Robert Moog e crea Imago, Sanctum, Vaudeville of Elements, Tent. Carolyn Carlson entra nella compagnia di Nikolais in questi anni.
La compagnia cambia di nuovo nome nel 1968, divenendo l'Alwin Nikolais Dance Theatre, a significare che l'opera coreografica di questo artista si espande oltre la danza stessa e può essere definita un vero e proprio Teatro di Danza. La compagnia  vince il Grand Prix della Città di Parigi per la coreografia, il disegno e la musica al VI Festival International de Danse.
Durante i primi anni settanta Nikolais fonda insieme a Murray Louis la scuola Nikolais/Louis Dance Lab nella 18th Street, dove trasferisce anche la compagnia, lasciando l'Henry Stree Theatre, divenuto troppo piccolo per le aumentate esigenze.
In questi anni crea Scenario, Temple, Arporism, Gallery, Aviary.
Nel 1978 è chiamato in Francia per creare il Centre International de Danse Contemporaine ad Angers, al fine di formare danzatori secondo il suo stile.
Durante i primi anni ottanta crea Schema per il Teatro dell'Opéra di Parigi.
Le opere più importanti di questo decennio sono The Mechanical Organ, The Mechanical Organ II, Pond, Liturgies, Persons and Structures, Crucible, Contact, Velocities, Blank and Blank.
L'ultima sua coreografia è del 1992: Aurora.
Alwin Nikolais è morto di cancro a New York l'8 maggio 1993. Le sue ceneri riposano nel cimitero di Père-Lachaise di Parigi.
Nel corso della sua carriera ha ricevuto molti riconoscimenti, dottorati ad honorem e premi. Resta la Nikolais/Louis Foundation for Dance al 611 Broadway, Suite 223 di New York.